# 온타리오주

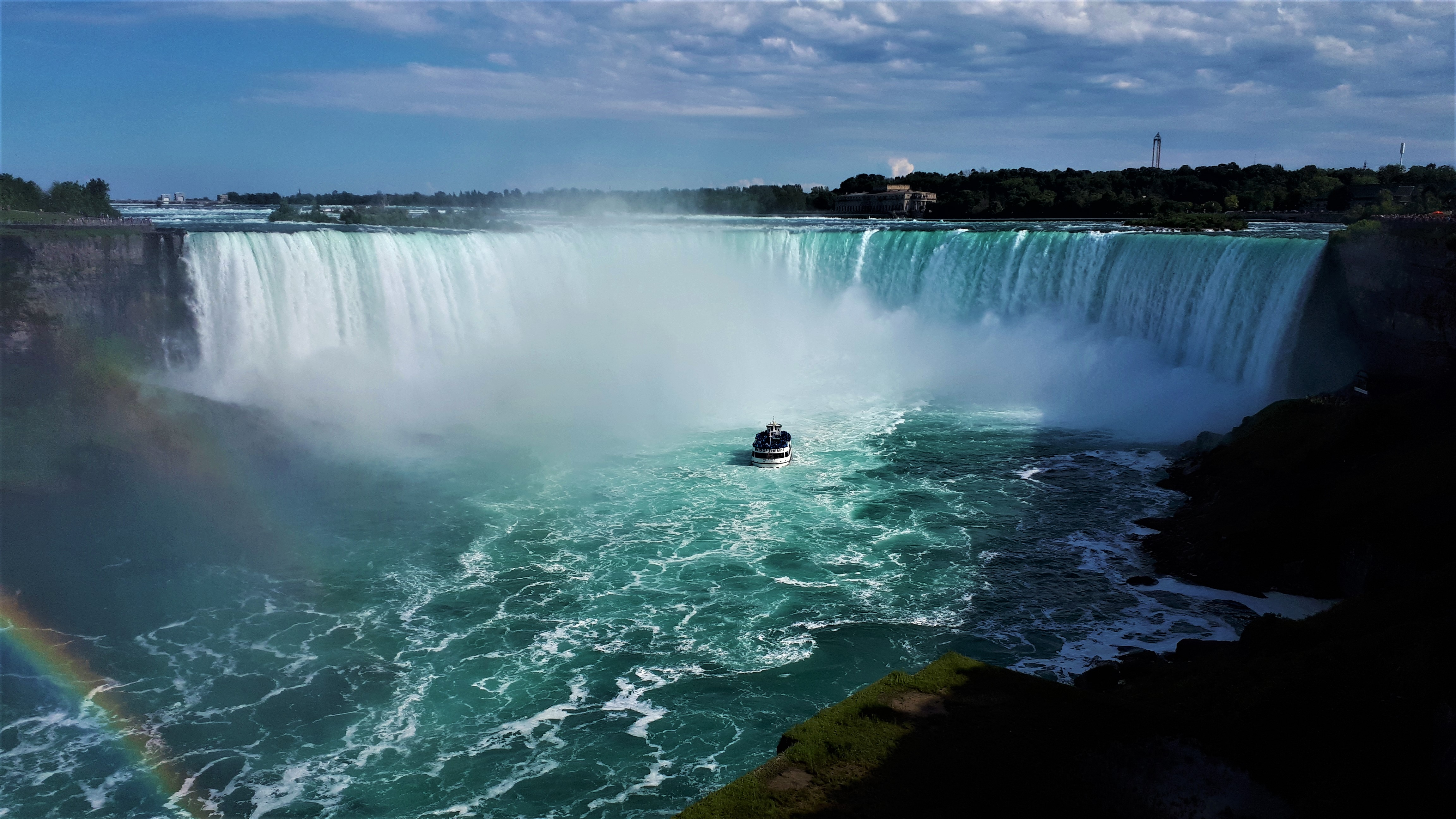
나이아가라 폭포

온타리오주(영어: Province of Ontario, 프랑스어: Province de l'Ontario)는 캐나다의 정치, 경제의 핵심을 이루는 주이다. 주도는 토론토이다. 캐나다의 수도인 오타와도 온타리오주의 동부에 위치해 있다.
남쪽으로 온타리오호, 이리호, 휴런호, 슈피리어호의 4개 호수를 통해 미국의 뉴욕주, 펜실베이니아주, 오하이오주, 미시간주, 미네소타주의 5개 주와, 동쪽으로 퀘벡주, 서쪽으로 매니토바주와 경계를 접한다.
보수당의 더그 포드가 2018년 6월 29일부터 주 지사를 맡고 있다.

## 역사

### 원래의 거주민들
현재의 온타리오 지역에 유럽인들이 처음 도착하였을 때에 3개의 아메리카 원주민 단체들이 살았다. 치페와족(오지브와족 혹은 아니시나베 족으로도 알려짐)은 슈피리어호 동부와 북부에 있는 숲들에서 비버와 작은 사냥감들을 사냥하였다. 휴런족은 휴런호와 온타리오호 사이에 살았다. 그들은 식량을 위하여 경작된 수확물에 주로 의지하였다. 휴런 족은 가끔 온타리오주의 남부에 있는 몇몇의 정착지들에 살던 이로쿼이족과 싸웠다.

### 유럽인의 탐험
온타리오 지방을 탐험한 첫 유럽인은 프랑스의 에티엔 브륄레였다. 퀘벡의 창립자 사뮈엘 드 샹플랭은 1610년에 브륄레를 그 지역으로 보냈다. 1613년 샹플랭은 오타와강으로 노를 저어 올라갔다. 1615년 그는 휴런 호 지역들로 더 멀리 남부로 여행하여 브륄레에 가입하였다. 브륄레는 휴런 족과 살아왔고 휴런어와 의상을 도입하였다. 샹플랭은 모피를 출산하는 동물들에서 휴런 호 지방을 부유하게 찾았다. 프랑스의 모피 교역자들은 털가죽을 수집하는 데 그의 과정을 따랐다. 그들은 원주민 안내자들과 동행하여 숲들로 깊숙히 여행하였다. 프랑스인들은 아메리카 원주민들과 교역을 하며 총과 모피를 위한 칼들을 교환하였다. 1620년대와 1630년대에 브륄레와 장 니콜레를 포함한 프랑스의 탐험가들은 슈피리어 호 지방, 미시간호와 그 범위를 넘어서를 탐험하였다.

### 초기의 정착

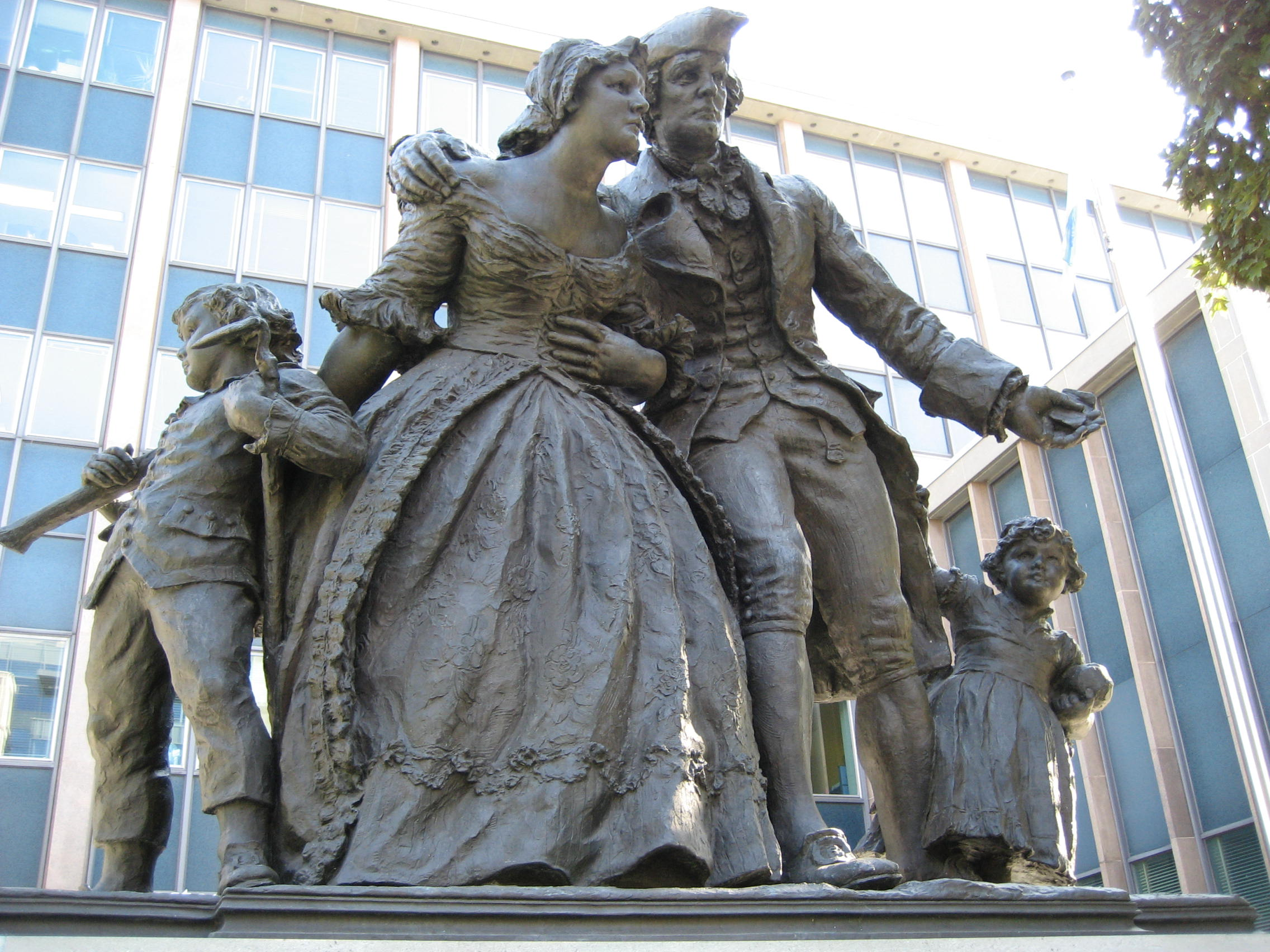
해밀턴에 있는 왕당파들의 동상

프랑스의 선교사들은 온타리오 지방으로 모피 교역자들을 따라갔다. 1639년 예수회 성직자들이 휴런 족들을 따라 선교지들의 단체의 중심지로서 포트 세인트 마리를 지었다. 이 선교지들은 휴러니아로서 함께 알려졌다. 유럽인들이 가져온 영양 부족과 병에 의하여 약해진 휴런 족들은 이로쿼이 족들을 위한 쉬운 먹이가 되었다. 이로쿼이 족들로부터 압력의 아래에 예수회들과 휴런 족은 1648년과 1649년에 휴러니아를 달아났다.
1650년대와 1660년대 동안에 프랑스의 탐험가들이 슈피리어 호의 북부 지방에 들어왔다. 이 탐험가들은 피에르 에스프리 라디송과 메다르 슈아르 드 그로세예르를 포함하였다. 그들의 탐험들은 런던에서 허드슨 베이 회사라 불리는 교역 회사의 창립으로 이끌었다.
1763년 프렌치 인디언 전쟁의 말기에 프랑스는 온타리오 지방을 영국에게 주었다. 그때로 봐서 흩어진 약간의 프랑스인의 정착지들이 현재 킹스턴, 나이아가라폴스와 윈저 근처에 남아있었다. 약간의 더 멀리의 정착지는 1784년까지 차지하였다. 그해에 미국 독립 전쟁 이후에 영국에 충성을 한 주민들이 미국으로부터 도착하기 시작하였다. 왕당파로도 불린 대략 6,000명의 이들은 1785년에 왔다. 그들은 오늘날 킹스턴과 윈저 근처와 온타리오주와 뉴욕주를 잇는 지협인 나이아가라반도에 정착하였다. 왕당파들은 자신들의 집과 부유를 잃었다. 영국 정부는 그들에게 식량, 옷, 대지, 가축과 씨를 주었다. 대략 4,000명의 다른 정착자들도 또한 미국으로부터 도착하였다.

### 어퍼캐나다
1791년 현재 온타리오주의 남부가 어퍼캐나다의 식민지가 되었다. 뉴어크가 그 수도였다. 영국 정부는 식민지를 다스리는 데 부총독을 임명하였다. 부총독은 자신에게 충고하는 데 7명의 의원으로 구성된 입법 의회와 행정 의회를 임명하였다. 주민들은 입법 회의에 16명의 의원들을 선출하였다. 초대 부총독 존 그레이브스 심코 대령은 도로 건설과 확장된 정착지를 장려하였다. 1793년 심코는 현재의 토론토에 속하는 요크를 새로운 수도를 위한 지대로 선택하고 정부가 거기로 옮기는 데 1797년에 끝냈다.
차차 더 많은 정착자들이 도착하였으며, 그 중에 어떤이들은 결성된 단체에 있었다. 독일 이민의 자손들의 대부분인 펜실베이니아 더치의 단체가 현재 키치너 근처에 정착하였다. 미국에서 온 많은 주민들이 싼 대지를 취득하러 왔다. 멀리 북부에 있는 허드슨 베이 회사의 교역지들에서 온 교역자들은 자신들의 가족들과 함께 남부의 타운들에 정착하였다. 이들의 대부분은 잉글랜드인 혹은 스코틀랜드인이었다.
1812년 미영전쟁이 어퍼캐나다의 정착자들의 충성을 시험하였다. 식민지 주민들의 절반 이상이 전 미국의 시민들이었다. 많은 이들은 오히려 전쟁의 밖으로 있기를 좋아하였다. 아메리카 인디언과 어떤 캐나다의 시민군들에 의하여 협력된 영국군은 어퍼캐나다에서 일어난 몇몇의 전투들에서 침입하는 미군을 정지하였다.

### 초기의 번창
1812년과 1842년 사이에 어퍼캐나다의 인구는 4곱 이상이나 늘어났다. 1851년으로 봐서 인구는 952,000명으로 도달하였다. 개인적 투자자들은 대지를 팔고 이민을 장려하는 데 캐나다 회사 같은 대지 회사들을 형성하였다. 현재 오타와에 속하는 바이타운과 다른 타운들이 번영하였다. 영국으로 목재와 밀의 수출은 경제에 연료를 공급하는 데 도움을 주었다. 운하, 제조소, 작은 공장과 도로들이 지어졌다. 리도 운하, 트렌트 운하와 첫 웰랜드 운하들이 이 시기로부터 날짜를 매긴다. 1825년 이리 운하는 이리 호와 온타리오 호를 뉴욕과 이었다. 어퍼캐나다의 경제적 번영에 의하여 흥미를 느낀 많은 아일랜드 이민들이 1800년대 초반과 중반에 온타리오 지방에 정착하였다.

### 정치적 불안
1830년대에 많은 어퍼캐나다의 주민들은 자신들의 정부와 불만이 심해졌다. 정부의 식민지 시스템 아래에 주민들은 단 하나의 입법 회의를 선출하였다. 그러나 실질적 권력이 부총독과 그를 보조하는 데 그가 임명된 회의들과 제출되었다. 이 회의의 의원들은 가끔 가정 계약으로 불리었고 정통적으로 식민지의 부유하고 권력적인 주민들을 대표하였다. 입법 의회는 입법 회의가 통과를 시킨 입법을 봉쇄하였다. 이런 입법은 도로와 학교들을 건설하고 정착자들에게 자유의 대지를 마련하는 것을 포함하였다.
가정 계약과 영국 정부는 주민들에게 더 많은 권력을 줄 정치적 개혁들을 봉쇄하였다. 1837년 입법 회의의 의원 윌리엄 라이언 매켄지와 수백명의 문하생들의 단체가 반란을 일으켰다. 식민주의적 시민군이 반란을 억제하였다. 정부는 반란자들의 어떤이들을 체포하고, 어떤이들은 추방하였으며 2명을 사형에 처하였다. 매켄지와 다른이들은 미국으로 달아났다.
1840년 영국 의회는 연합 법령을 통과시켰다. 1841년에 효과적으로 들어간 이 법령은 어퍼캐나다와 로어캐나다(현재의 퀘벡주)를 합쳐 캐나다 식민지로 불리는 단 하나의 식민지로 만들었다. 영국인들은 로어캐나다에서 프랑스어를 쓰는 다수가 어퍼캐나다에서 영어를 쓰는 다수에게 흡수되기를 희망하였다. 그러나 프랑스어를 쓰고 영어를 쓰는 개혁자들은 자신들의 별개의 권리들을 보호하는 데 동의하고, 더 많은 정치적 자유를 요구하였다. 그들은 캐나다 식민지가 책임적 정부를 얻었을 때 1848년에 어떤 성공을 이루었다. 책임적 정부 아래 그들이 국민의 선출된 대표들의 다수를 성원할 만큼을 위하여 정부의 우두머리와 내각이 다스린다.

### 캐나다 연방
1864년 캐나다 식민지에서 온 정치인들이 북아메리카 동부에서 모든 영국 식민지들의 연방적 연합을 제안하였다. 프린스에드워드아일랜드와 뉴펀들랜드를 제외한 모든 식민지들은 캐나다 연방에 가입하는 데 동의하였다. 1867년 7월 1일 영국령 북아메리카 법령은 캐나다 자치령을 창조하였다. 뉴브런즈윅, 노바스코샤, 온타리오와 퀘벡은 자치령의 주가 되었다. 오타와가 연방 수도로서 선택되었다. 온타리오주의 존 알렉산더 맥도널드 경이 캐나다의 초대 총리가 되었다. 그와 아무 관련되지 않은 존 S. 맥도널드는 온타리오주의 초대 지사였다.

### 주로서의 향상
캐나다 연방의 성립에 이어 온타리오주의 경제는 처음에 서시히 자라났다. 하지만 농업의 과학적 방법들과 기계의 이용은 농업에서 증가로 이끌었고, 제재업은 캐나다 보호 지방에서 확장되었다. 새로운 철도들이 내륙 교통을 확장시키고, 운하들의 망상 조직이 주에서 물의 항해를 열었다. 제조업이 증가하고 토론토와 해밀턴의 도시들이 중요한 비지니스와 산업의 중심지들이 되었다. 아직 이런 느린 실질적 경제의 번창에 불구하고 많은 온타리오 주민들이 더 낳은 직업의 기회들을 위하여 미국으로 이주하였다. 1883년 철도 건설업자들은 서드버리 근처에서 세계에서 가장 풍부한 구리-니켈 매장량을 찾았다. 주요 체굴은 1892년 구리 회사가 갈라놓은 구리와 니켈을 위하여 실습적 진행을 개발했을 때까지 시작되지 않았다.

### 1900년대 초반

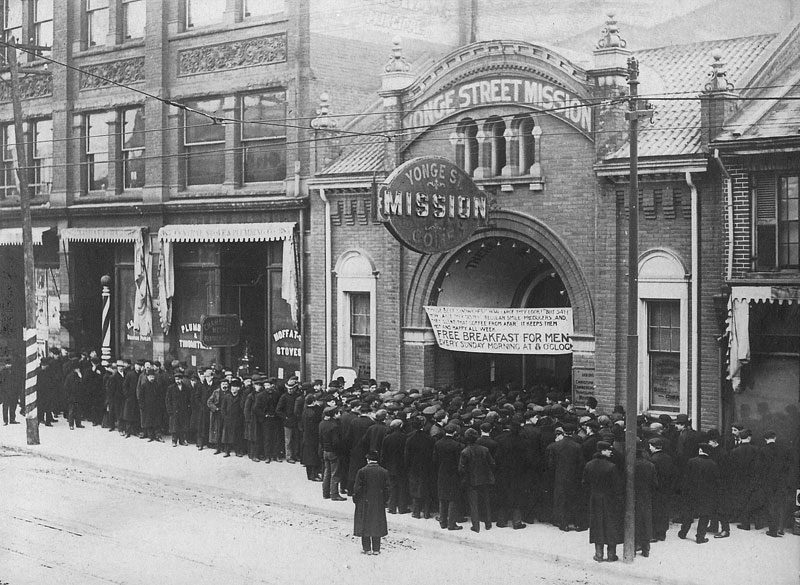
대공황 시기에 토론토의 실업자들

1900년대 초반에 광업과 제조업이 빠르게 증가하는 데 시작되었다. 코발트의 도시는 1903년 근처에서 큰 은의 매장량이 발견된 후, 번영하는 광업의 중심지가 되었다. 미네랄의 탐험이 캐나다 보호 지역을 통하여 일어났다. 몇년 안에 투기자들은 금, 은과 다른 미네랄 자원들의 많은 새로운 매장량들을 발견하였다. 지방은 곧 세계에서 가장 풍부한 광업의 지역들 중의 하나가 되었다.
펄프와 종이 산업이 1900년대 초반에 온타리오주에서 발전하였고, 그 산업은 곧 주요 중요성으로 자라났다. 1904년 페리 보트들이 미시간주 디트로이트로부터 디트로이트강을 건너 윈저로 자동차 부품들을 나를 때에 온타리오주의 자동차 산업이 시작되었다. 윈저는 자동차 조립의 중심지가 되었다. 1906년 주 정부는 온타리아주의 수력 발전 위원회를 설립하였다. 이 대리는 나이아가라 폭포와 다른 수력 발전의 근원들을 개발하였다.
1911년으로 봐서 더 많은 온타리오 주민들이 시골 공동체들에 보다 도시들에서 살았다. 1912년 온타리오주의 북부 경계 지방은 올버니강의 북부로부터 허드슨만과 제임스만들로 뻗었다. 이 확장은 주에게 그 현재의 지역을 주었다. 제1차 세계 대전의 발발이 온타리오주의 경제적 개발을 촉진시켰다. 온타리오주는 무기와 다른 군사적 공급품들의 생산에서 주들을 이끌었다. 전쟁이 일어나는 동안에 캐나다 군사에서 다른 주에서 보다 더 많은 지원자들이 온타리오주에서 왔다. 1917년 온타리오주에서 여성들이 주의 선거에서 투표를 하는 데 권리를 얻었다.
1920년대 동안에 투기자들이 북부의 숲 지방에서 새로운 광산들을 개발하였다. 많은 핀란드인, 스칸디나비아인과 퀘벡 주에서 온 프랑스어를 사용하는 캐나다인들이 이 지역들에 정착하였다. 자동차 생산은 지속적으로 증가하였다. 철강과 제철, 그리고 펄프와 종이 산업들이 번영하였다. 이 번영은 1930년대의 대공황과 함께 끝났다. 대공황이 일어나는 동안에 온타리오 주는 경제적 불안을 경험하였다. 이 일은 1940년대 동안에 노동 연합들에 증가로 이끌었다.

### 1900년대 중반

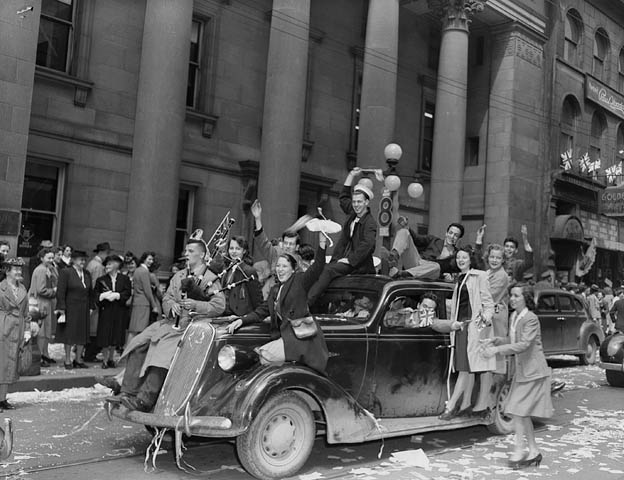
오타와에서 벌여진 유럽 전승 기념일 축제 (1945년)

제2차 세계 대전은 온타리오주에서 대공황에 종말을 가져왔다. 전쟁이 일어나는 동안에 온타리오주의 공장, 농장과 광산들이 무기를 공급하고 연합국의 육군들을 먹이는 데 생산을 늘였다. 후에 수십만명의 유럽인들이 자신들의 전쟁으로 피폐한 나라들을 떠나 온타리오주로 이주하였다. 1945년과 1970년 사이에 캐나다에 정착한 3백만 명의 주민들의 절반 이상은 온타리오주에 자신들의 집들을 만들었다. 인구는 대략 4백만 명에서 7백만 명으로 치솟아 올랐다. 이민들의 대다수는 독일, 이탈리아, 영국, 남아시아와 동아시아, 그리고 서인도 제도에서 왔다.
전쟁은 1950년대 초반에 절정을 이룬 온타리오주의 제조업의 생산을 자극하였다. 다양한 미네랄 자원들의 발견들은 경제적 붐으로 공헌하였다. 1952년 지질학자는 엘리엇 호에서 세계에서 가장 큰 단 하나의 우라늄 광석의 매장량들 중의 하나를 찾았다. 1953년 투기자들은 뱅크로프트 근처의 또 다른 큰 우라늄의 매장량과 매니토워지 호에서 풍부한 아연-구리 광산을 찾았다.
또한 1950년대 동안에는 에너지 회사들이 캐나다 서부로부터 온타리오주로 천연가스와 석유를 나르는 데 파이프라인들을 놓았다. 사니아로 날라지는 석유는 도시의 정제업의 개발로 이끌었다. 온타리오주의 철강과 제철업이 빠르게 번창하였다. 주는 나이아가라 폭포와 다른 지대들에서 수력발전소들을 확장시키기도 하였다.
1960년대에 공장의 생산이 한번 더 두 배로 늘어났다. 1964년 미국의 미네랄 회사가 티민스 근처에서 구리, 은과 아연 광석들의 큰 광산들을 발견하였다. 노천굴의 광산이 1966년에 거기에서 운영되기 시작하였다.
온타리오주의 번창하는 산업들은 전력에서 거대한 증가들을 요구하였다. 주는 원자력의 필요함들을 만나는 데 그 전력에 눈을 돌렸다. 1945년 캐나다의 첫 원자로가 온타리오주 초크강 근처에 운영으로 들어갔다. 거기의 노동당원들은 값이 싼 원자력 개발의 길을 찾는 데 일하였다. 1960년으로 봐서 발전소는 5개의 실험에 의한 원자로들과 극소량의 가속 장치를 포함한 다른 연수 시설들을 가졌다. 캐나다의 첫 원자력 발전소는 롤프턴에서 1962년 운영을 시작하였다. 그 성공은 1967년 더글러스 포인트에서 운영을 시작한 캐나다의 첫 철저한 원자력 발전소의 개발로 이끌었다. 원자력 공장이 1971년 피커링에 개장되었다.
온타리오 주민의 전부가 1950년대와 1960년대의 번영으로부터 동등하게 이득을 얻은 것이 아니다. 북부와 동부에서 제조업이 남동부에서 보다 더 적게 개발되었다. 1968년 캐나다 상원은 온타리오 주민의 13 퍼센트 - 1백만 명의 주민들이 가난에 살았다고 보고하였다.

### 1900년대 후반

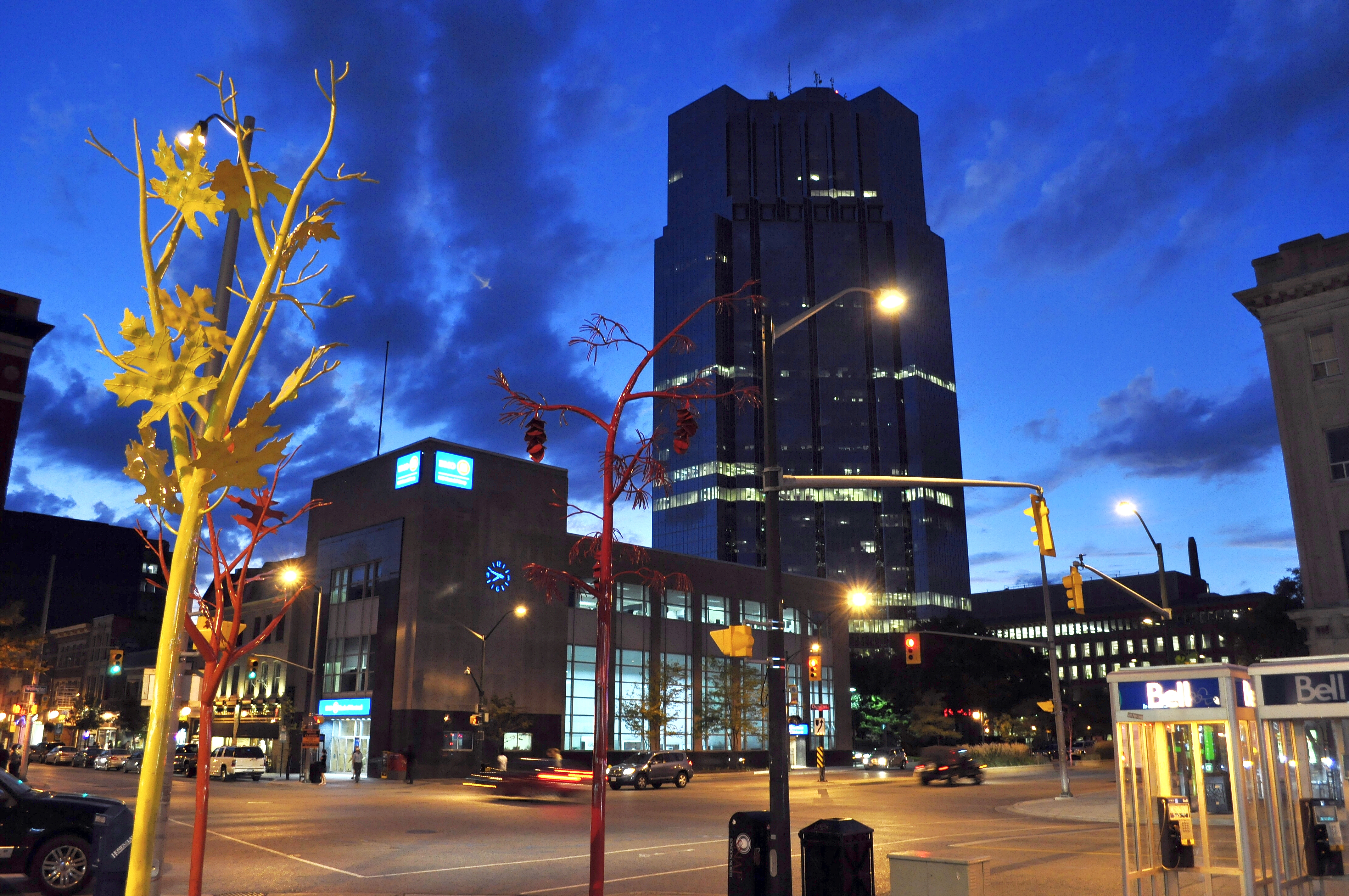
런던의 야경

온타리오주의 강한 경제는 1960년대와 1970년대에 토론토를 캐나다의 지도적인 금융의 중심지로서 나타나는 데 도움을 주었다. 많은 은행들과 캐나다의 주요 증권 거래소인 토론토 증권거래소를 포함한 다른 재정적 연구소들이 거기에 본부를 두었다.
관광업은 1900년대 후반에 온타리오주 경제에 증가적으로 중요해졌다. 주의 숲과 호수들은 번창하는 피서객들의 수를 끌어들였다. 토론토의 다른 주의 도시들의 역사적 구역들도 관광객들을 끌어들인다.
1972년 주는 온타리오 보건 보험 계획을 통과시켰다. 계획의 아래, 온타리오 주민들은 작은 할증금을 내거나 아니면 내지 않고, 그것을 내는 데 자신들의 능력에 의지하였다. 그 계획은 보건의 최소한 수준으로 대부분의 병원과 의사의 법령들과 함께 재정적 보조를 마련한다.
캐나다는 1990년대에 경제적 침체를 겪었다. 많은 주민들은 1989년 캐나다와 미국 사이에 만들어진 자유 무역 협정에 핑계를 대었다. 협정은 관세의 제거와 두 나라 사이에 다른 무역의 장벽의 제거를 요구하였다. 그 일은 미국의 수입품에 대항하여 정부의 한계를 옮겨 온타리오주의 제조업자들을 위한 더욱 거대한 경쟁을 창조한다. 1994년 북아메리카 자유 무역 협정은 캐나다와 미국 사이에 원래의 협정에 힘을 주었다.
1980년대 이래 아시아의 개발도상국, 중동과 서인도 제도에서 온 많은 사람들이 더 낳은 기회의 추구에 온타리오주로 이주하였다. 1995년 유엔은 토론토를 세계에서 가장 문화적으로 다양한 도시로 선언하였다. 온타리오 등 캐나다의 도시들은 미국과 달리 인종 차별 문제는 현저히 없는 편이다.
온타리오주는 1980년대와 1990년대 초반 동안에 자라나는 예산의 부족을 향하였다. 부족을 줄이는 데 노력에서 진보보수당원 주지사 마이클 D. 해리스는 정부 문제들의 넓은 범위에 소비를 삭감하였다. 예를 들어 그는 복지, 도시, 보건, 교육과 환경을 위한 기금을 줄였다. 그는 또한 소득세를 낮추었다. 해리스 정부의 경제와 사회적 프로그램들이 논쟁을 일으켰어도 보수당은 1999년 재선되었다.
1997년 온타리오주의 입법부는 토론토와 둘러싸인 공동체들을 병합하는 데 투표하였다. 주 정부는 합병이 자치 도시의 서비스들의 중복을 줄일 것이라고 말하였다. 토론토의 새로운 통합된 도시는 1998년에 진행되었다. 이듬해 입법부는 둘러싸인 공동체들과 시골 지역들을 더 커진 도시들로 형성하는 데 해밀턴과 오타와를 포함한 다른 자치 도시들을 요구하는 법률을 통과시켰다.

### 최근의 발전
자치 도시의 합병은 1999년에 통과되어 2001년의 시작에 효과적으로 들어갔다. 같은 해 불만족의 투표인들로부터 늘어나는 압력 아래에 해리스는 2002년 주지사로서 사직할 것이라고 공고하였다. 보수당원들은 해리스를 대신하는 데 어니 이브스를 선출하였다. 2003년 주 선거에서 진보 보수당은 자유당에게 정부의 통치를 패하였다. 온타리오주의 자유당원 돌튼 맥귄티가 주지사로 되었다.

## 경제

### 서비스업
서비스업은 온타리오주의 국내 총생산과 고용의 대략 4분의 3을 차지한다. 서비스업들은 토론토와 남부 온타리오주의 주요 도시 지역들에서 특별히 중요하다.
주도인 토론토는 정부 활동들의 중심지이다. 도시는 국가에서 지도적인 금융의 중심지이기도 하다. 캐나다의 가장 큰 은행, 보험 회사와 재산 개발업들의 대부분이 거기에 본부를 두었다. 토론토 증권거래소는 북아메리카에서 가장 큰 증권거래소들 중의 하나이다. 많은 캐나다의 가장 큰 병원과 법률 상사들이 토론토에 있다. 도시는 온타리오주의 가장 큰 대학들 중의 2개인 토론토 대학교와 요크 대학교의 본거지이다.
서비스업들은 또한 토론토 외부에서도 중요하다. 해밀턴, 런던, 오타와와 워털루에 있는 큰 대학들은 많은 주민들을 고용한다. 키치너, 오샤와와 오타와 같은 메트로폴리탄 지역들에서 빠른 인구의 번창은 주에서 주택을 위한 요구를 늘이면서 온타리오주의 부동산 회사들에 이득을 주었다. 해마다 더 많은 관광객들이 다른 캐나다의 주보다 온타리오주를 방문한다. 식당, 호텔과 다른 서비스업들이 관광객들의 소비로부터 이득을 얻는다.

### 제조업

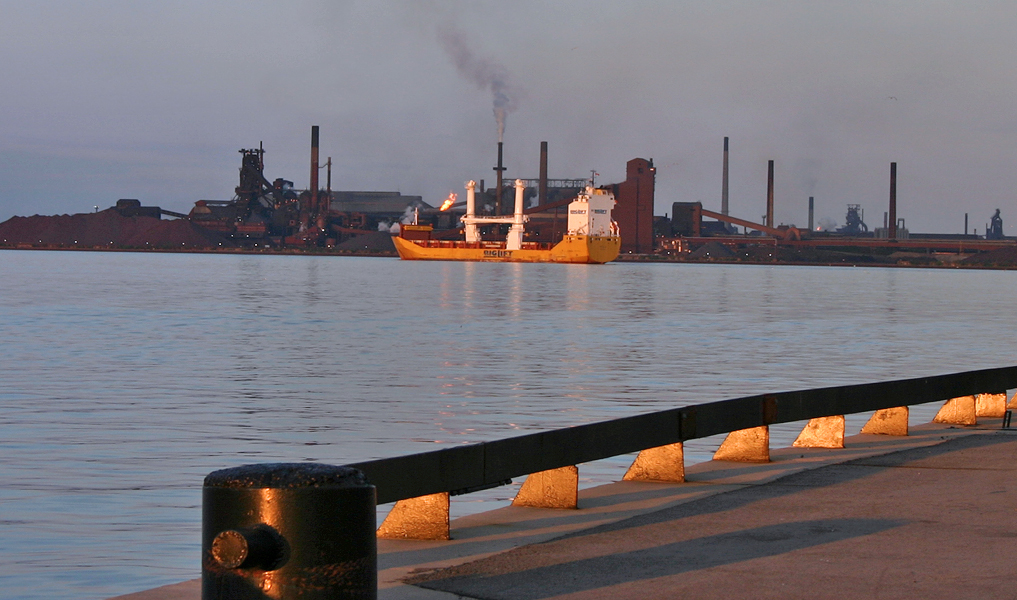
제조업 부문은 온타리오주에서 주요 고용주이다

제조업은 온타리오주의 가장 중요한 경제적 활동들이다. 캐나다의 산업 근로자들의 대략 절반이 온타리오주에 산다. 이 근로자들은 국가의 제조품들들의 대략 절반을 생산한다. 토론토 지역은 캐나다의 지도적인 산업의 중심지로 랭킹에 들어와있다.
교통 수단의 생산은 온타리오주의 주요 제조업이다. 자동차 제조업은 이 산업의 주요 부분이다. 캐나다의 자동차 생산의 대부분은 온타리오주에서 일어난다. 몇몇의 주요 자동차 회사들은 온타리오주 남부에서 큰 조립 공장들을 가지고 있다. 많은 트럭들도 온타리오주에서 생산된다. 자동차 부품들은 배리, 벌링턴, 귈프, 런던, 미시소거, 토론토와 윈저를 포함한 많은 도시들에서 제조된다. 해밀턴과 솔 세인트마리는 온타리오주의 주요 철강업의 중심지들이다.
화학, 전자와 플라스틱 제품들도 또한 온타리오주의 제조업의 중요한 일부들이다. 온타리오주의 화학품들의 대부분은 사니아와 토론토에서 제조된다. 통신과 컴퓨터 비품들은 온타리오주에서 만들어지는 전자 비품들의 지도적인 타입이다. 포장 물질들은 온타리오주의 지도적인 플라스틱 제품들 중에 랭킹으로 들어와있다. 토론토는 온타리오주의 플라스틱 제조업의 거의의 본거지이다.
농산물과 임업 제품의 가공도 또한 중요하다. 토론토는 북아메리카의 주요 정육 포장의 중심지이다. 캐나다의 오대호 지방에서 재배되는 과일과 채소는 온타리오주의 공장들에서 가공된다. 주의 공장 지대들은 우유과 다른 낙농제품의 큰 양을 생산한다. 온타리오주의 제분소들은 캐나다에서 재배되는 밀을 밀가루와 제빵 혼합물로 가공한다. 맥주, 다른 주류와 청량음료는 지도적인 음료 제품이다. 온타리오주의 펄프와 제지 공장과 제재소들의 대부분은 주의 북부에 있다.

### 농업

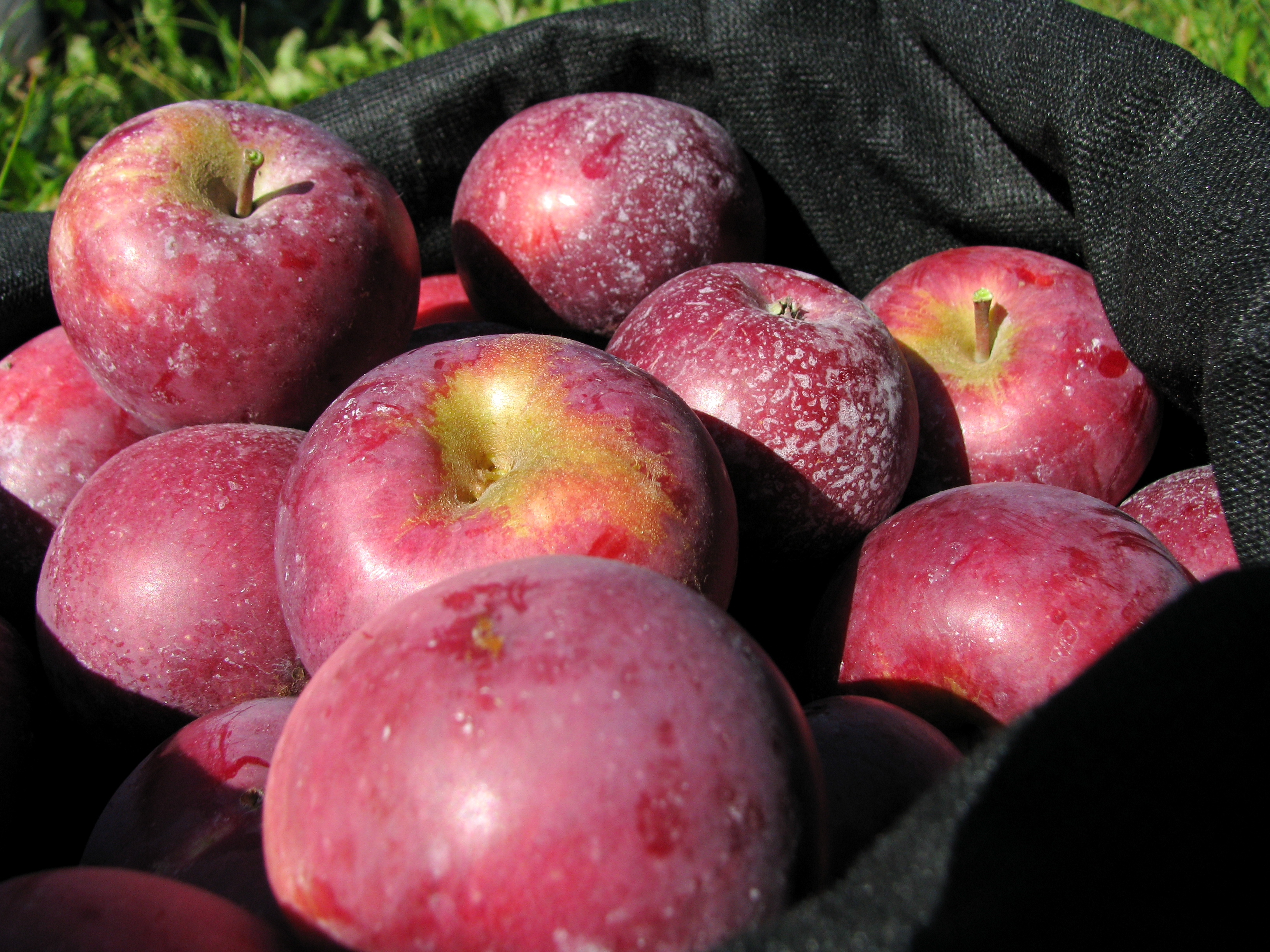
온타리오 사과

온타리오주의 농장들은 주의 내륙 지역의 대략 5 퍼센트를 덮고 있다. 가축과 수확물은 각각 온타리오주 농산물의 대략 절반을 차지한다.
우유는 농장 소득의 지도적인 근원이다. 육우와 돼지의 사육도 또한 중요하다. 육우와 젖소들은 휴런호의 남동부 기슭과 온타리오호의 서부 저지대 기슭 사이에 있는 목초지에서 방목된다. 낙농업은 온타리오 호와 세인트로런스 강을 따라 동부로 향한 지역에서 또한 중요하다. 온타리오주 남부의 농부들은 돼지의 큰 수를 사육한다.
온타리오주의 농부들은 가축들을 먹이는 데 자신들이 필요한 수확물을 재배한다. 주요 수확물은 옥수수, 건초, 콩과 밀을 포함한다. 온타리오주는 달걀과 가금류의 생산에서 주들을 이끌고 있다.
온타리오주는 캐나다의 지도적인 과일과 채소의 생산지이다. 유명한 나이아가라 과일 지대의 과수원과 포도원은 사과, 포도, 복숭아, 딸기와 다른 작은 과일들을 생산한다. 주에서 재배되는 주요 채소들은 콩, 양배추, 당근, 오이, 버섯, 양파, 피망, 감자, 사탕 옥수수와 토마토를 포함한다. 이리호를 따라 재배되는 담배는 온타리오주에서 지도적인 가치적 수확물 중에 있다.
온타리오주에는 캐나다에서 가장 큰 화초 원예 산업을 가지고 있다. 많은 재배인들은 날씨로부터 식물을 보호하고 식물의 생장을 통제하는 데 꽃과 채소들을 실내에서 재배한다. 온실 채소들은 레밍턴 지역에서 주로 자란다.

### 광업
온타리오주 광업 소득의 대부분은 금속 광석들의 생산으로부터 오는 편이다. 주는 다른 주보다 더 많은 금속 미네랄 자원들을 생산한다.
구리, 금과 니켈은 온타리오주의 가장 가치적인 미네랄 산품들 중에 있다. 금 생산 지역들은 캐나다의 보호 지역 지방을 통하여 흩어져 있다. 매러톤 근처의 헴로 금광은 단 하나의 금 생산 지역이다. 그레이터 서드버리 지역은 캐나다의 니켈 생산 중심지이다. 구리는 그레이터 서드버리와 티민스 지역들에서 체굴된다.
온타리오주에서 체굴되는 다른 광물들은 시멘트, 석유 제품, 소금, 모래와 자갈과 돌을 포함한다. 온타리오주는 캐나다의 지도적인 시멘트, 소금, 모래와 자갈과 돌의 생산지이다. 천연가스와 석유는 온타리오주 남부와 이리 호 물의 바로 밑에서 찾아졌다. 모래와 자갈은 주의 남부에 있는 채굴장들로부터 획득된다. 온타리오주에서 온 화강암, 석회암과 대리석은 세계를 통하여 건물들을 아름답게 꾸민다.

## 주민

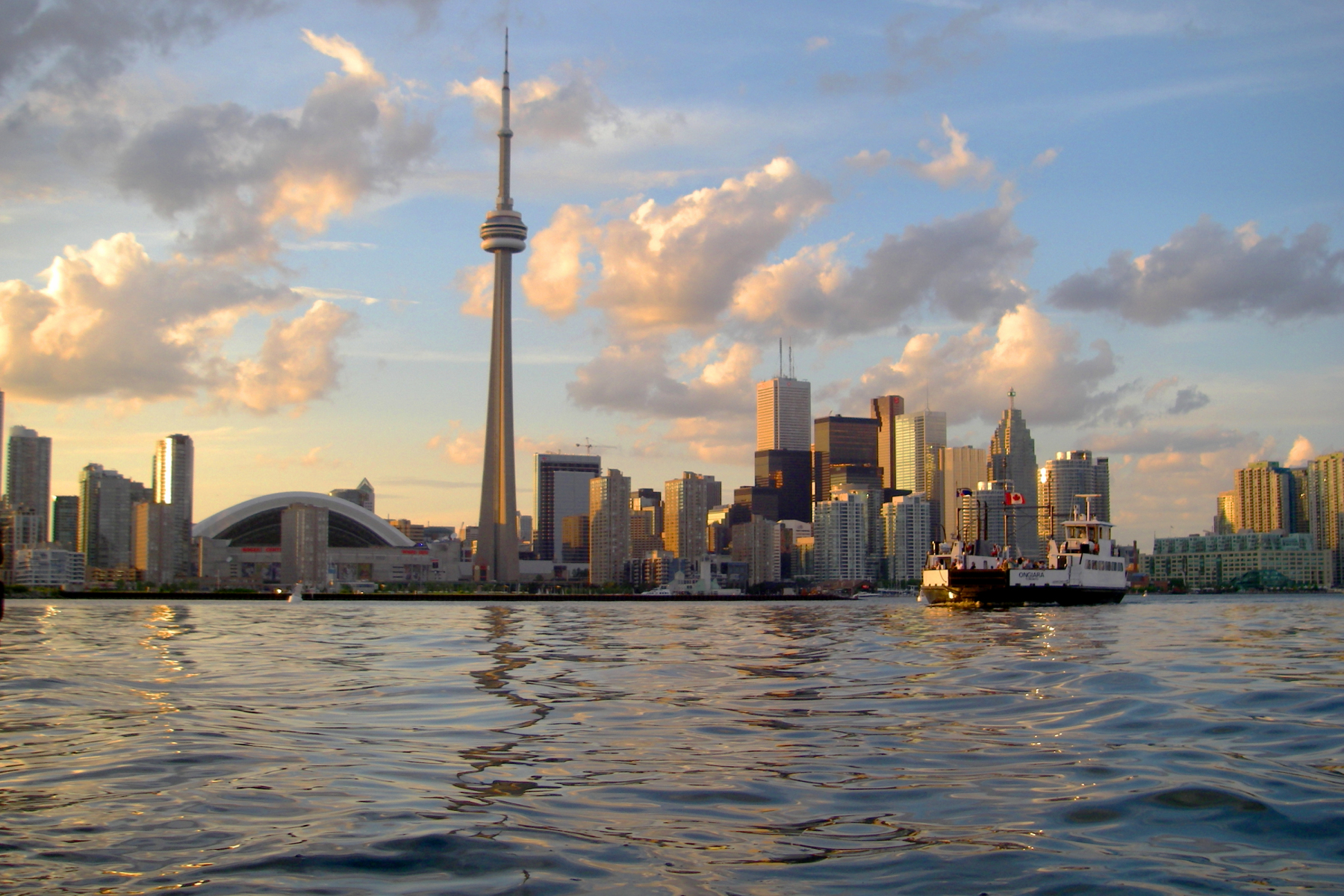
토론토의 스카이라인

2006년 캐나다 인구 조사국은 온타리오주의 인구가 12,160,282명이라고 보고하였다. 인구는 2001년으로 본 11,410,046명에서 6.5 퍼센트로 증가하였다.
모든 100명 중의 대략 95명인 온타리오 주민의 대다수는 주의 내륙 지역의 12 퍼센트에 살고 있다. 이 거대하게 인구로 이루어진 지방인 온타리오주의 극남부 자욕운 니피싱 호의 남부에 놓여있다. 이 지역은 그레이터 서드버리/그랜드 서드버리와 선더 베이 지역들을 제외한 온타리오주 메트로폴리탄 지역들의 전부를 포함한다.
온타리오주에는 캐나다 통계에 의하여 규정지은 대로 15개의 메트로폴리탄 지역들이 있다.
온타리오 주민의 대략 85 퍼센트는 도시 지역들에 산다. 온타리오주는 다른 캐나다의 주들보다 50,000명 혹은 그 이상의 인구를 가진 더 많은 도시들이 있다.
토론토는 온타리오주와 캐나다에서 가장 큰 도시이다. 온타리오주의 다른 대도시들은 브램턴, 해밀턴, 키치너, 런던, 마크햄, 미시소거, 오타와, 본과 윈저를 포함한다.
온타리오 주민의 대략 70 퍼센트는 캐나다에서 태어났다. 주에는 중국, 인도, 이탈리아와 영국에서 태어난 많은 주민들이 있다. 많은 온타리오 주민들은 잉글랜드 계통이다. 또한 중국, 프랑스, 독일, 아일랜드, 이탈리아와 스코틀랜드 계통의 주민들도 있다.
온타리오주에는 대략 160,000명의 아메리카 인디언들이 있다. 인디언들의 대략 3분의 1은 주의 보호 구역들에 산다. 이 지역은 주에서 총 674,000 헥타르를 덮고 있다. 또 다른 80,000명의 온타리오 주민들은 토착민 계통이다.

## 프로 스포츠
| 리그명 | 팀명                | 창단연도 | 홈 경기장            |
| ------ | ------------------- | -------- | -------------------- |
| NHL    | 토론토 메이플리프스 | 1917년   | 스코샤뱅크 아레나    |
| NHL    | 오타와 세너터스     | 1992년   | 캐네디언 타이어 센터 |
| CFL    | 토론토 아거노츠     | 1873년   | 로저스 센터          |
| CFL    | 해밀턴 타이거-캐츠  | 1950년   | 팀 홀틈 필드         |
| NBA    | 토론토 랩터스       | 1995년   | 에어 캐나다 센터     |
| MLB    | 토론토 블루제이스   | 1977년   | 로저스 센터          |
| MLS    | 토론토 FC           | 2007년   | BMO 필드             |